# MacDonnell-Fettschwanz-Beutelmaus

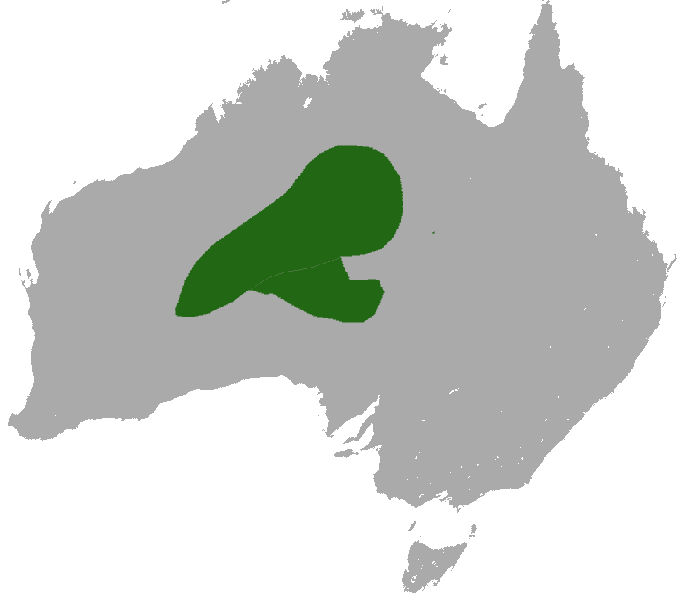
Verbreitungskarte von Pseudantechinus macdonnellensis

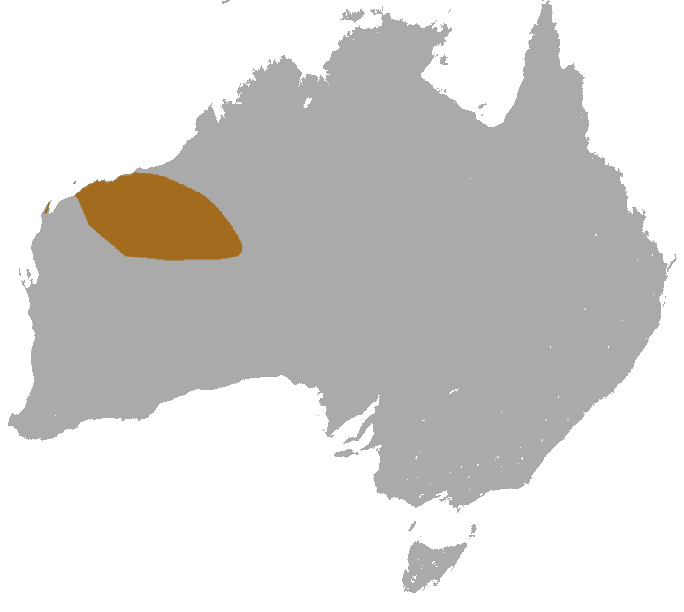
Verbreitungskarte von Pseudantechinus roryi

Die MacDonnell-Fettschwanz-Beutelmaus (Pseudantechinus macdonnellensis) ist eine Beuteltierart aus der Gattung der Fettschwanz-Beutelmäuse innerhalb der Familie der Raubbeutler (Dasyuridae).

## Merkmale
Diese Beutelmaus erreicht eine Kopfrumpflänge von 9,5 bis 10,5 Zentimetern; die Länge des Schwanzes variiert zwischen 7,5 und 8,5 Zentimetern. Die Art hat ein Gewicht von 20 bis 45 Gramm. Das Fell ist an der Oberseite graubraun gefärbt, an der Unterseite weiß. Hinter den Ohren befinden sich rote Flecken. Der Schwanz kann an der Wurzel stark anschwellen und als Fettspeicher fungieren.

## Verbreitung und Lebensraum
Diese Tiere sind in den Hochländern von Western Australia und in den südlichen Teilen des Northern Territory verbreitet. Ihr Lebensraum sind felsige Wüstenregionen wie etwa die MacDonnell Ranges, wo sie entdeckt wurde und von denen sich auch das Artepitheton
macdonnellensis ableitet. Die Art wird von der IUCN als ungefährdet (least concern) gelistet.

## Lebensweise und Fortpflanzung
Diese Beutelmäuse sind vorwiegend nachtaktiv, tagsüber ziehen sie sich in Felsspalten oder aufgebrochene Termitenhügel zurück. Manchmal kommen sie jedoch auch tagsüber zum Sonnenbaden aus ihrem Unterschlupf. Ihre Nahrung besteht hauptsächlich aus Insekten.
Nach einer rund 45- bis 55-tägigen Tragzeit bringt das Weibchen fünf bis sechs Jungtiere zur Welt. Die Geburt erfolgt im australischen Winter, im Osten des Verbreitungsgebietes zwischen Juli und September und im Westen etwas später. Die Jungtiere verbringen die ersten Lebenswochen im Beutel der Mutter, werden mit 14 bis 16 Wochen entwöhnt und sind gegen Ende des ersten Lebensjahres geschlechtsreif. Anders als bei den Breitfuß-Beutelmäusen kommt es zu keinem Massensterben der Männchen nach der Paarung, beide Geschlechter können drei bis vier Jahre alt werden.

## Systematik
Pseudantechinus macdonnellensis wurde 1896 von Walter Baldwin Spencer beschrieben. Er ordnete sie der Gattung Phascogale zu, später wurde sie bei den Breitfuß-Beutelmäusen (Antechinus) eingegliedert. Erst seit den 1980er Jahren wird sie in einer eigenen Gattung Fettschwanz-Beutelmäuse (Pseudantechinus) geführt, die nach jüngeren Erkenntnissen nicht einmal eng mit den Breitfuß-Beutelmäusen verwandt ist. Zwei weitere Populationen, die früher dieser Art zugerechnet wurden, gelten heute als eigene Arten: P. bilarni und P. mimulus.
Eine in Teilen des australischen Bundesstaates Western Australia vorkommende Pseudantechinus-Population wurde 2000 unter der Bezeichnung Pseudantechinus roryi als eigenständige Art beschrieben. Ein Vergleich von DNA-Sequenzen zeigte jedoch, dass sich die Art nicht von Pseudantechinus macdonnellensis unterscheidet. Die Cooper-Fettschwanz-Beutelmaus gilt seitdem als Synonym von P. macdonnellensis.